# جورج ج. لوئیس
جورج ج. لوئیس (انگلیسی: George J. Lewis؛ ۱۰ دسامبر ۱۹۰۳ – ۸ دسامبر ۱۹۹۵) بازیگر اهل ایالات متحده آمریکا بود.
او با ایفای نقش «دون آلخاندرو دِلاوگا» (با دوبلهٔ ناصر ممدوح) در مجموعه تلویزیونی «زورو» در اذهان برخی ایرانیان باقی است. این سریال پیش از انقلاب از تلویزیون ملی ایران پخش می شد.
از فیلم‌هایی که وی در آن‌ها نقش داشته‌است، می‌توان به اَلیوپ  اشاره نمود.